# Cheek to Cheek
Cheek to Cheek este un album colaborativ al cântăreților americani Tonny Bennett și Lady Gaga, lansat la 19 septembrie 2014 sub egida caselor de discuri Interscope și Columbia Records. În anul 2011, Bennett și Gaga s-au cunoscut la gala fundației Robin Hood, în New York City. Cei doi au înregistrat mai târziu o interpretare a cântecului „The Lady Is a Trump” și au început să discute planuri pentru un proiect jazz. Cheek to Cheek conține standarde jazz ale celebrilor compozitori de jazz George Gershwin, Cole Porter, Jerome Kern și Irving Berlin. Albumul a fost inspirat de dorința lui Gaga și Bennett de a prezenta aceste cântece jazz unei generații mai tinere, de vreme ce aceștia au considerat că melodiile de pe album sunt pe placul tuturor.
În luna ianuarie a anului 2013 a fost anunțat faptul că cei doi artiști au început ședințele de înregistrare pentru album, după ce Gaga și-a revenit în urma unei operații la bazin. Albumul a fost înregistrat în New York City, Bennett și Gaga fiind acompaniați de către o trupă live și muzicanți jazz. Cheek to Cheek reprezintă o abatere de la anterioarele albume pop contemporane ale lui Gaga, artista dorindu-și să creeze o înregistrare jazz. Data lansării albumului a fost amânată de mai multe ori, data finală fiind anunțată de către Bennett și Gaga în timpul emisiunii The Today Show. Lista cântecelor pentru diferite ediții, precum și coperta materialului discografic, au fost dezvăluite mai târziu. Artiștii și-au promovat albumul prin numeroase interpretări în și în jurul New York-ului, un program special „din culise” ce prezintă detalii legate de înregistrarea albumului difuzat pe canalul Home Shopping Network (HSN), și un concert televizat intitulat Tonny Bennett and Lady Gaga: Cheek to Cheek Live!, difuzat pe canalul PBS în octombrie 2014. Cântecele „Anything Goes” și „I Can't Give You Anything but Love” au contribuit la promovarea albumului, fiind lansate ca discuri single. Ambele piese s-au clasat pe prima poziție a ierarhiei Billboard Jazz Digital Songs.
Cheek to Cheek a primit recenzii pozitive din partea criticilor de specialitate, aceștia lăudând vocea lui Gaga. La cea de-a 57-a ediție a premiilor Grammy, materialul discografic a câștigat premiul Grammy pentru cel mai bun album vocal pop tradițional. Cheek to Cheek a debutat pe locul întâi în topul Billboard 200, înregistrând vânzări de 131.000 de exemplare în prima săptămână, potrivit datelor furnizate de Nielsen SoundScan. Acesta a devenit al doilea album a lui Bennett care să se claseze pe primul loc, precum și al treilea album consecutiv a lui Gaga care să ocupe prima poziție în Statele Unite; Gaga a devenit astfel prima cântăreață care să aibe trei albume pe primul loc în timpul deceniului 2010, în timp ce Bennett și-a extins recordul de a fi cea mai în vârstă persoană care să obțină un album pe locul unu în clasament. Cheek to Cheek a ajuns, de asemenea, în top zece în clasamentele din Australia, Canada, Grecia, Japonia, și Regatul Unit.

## Informații generale
În anul 2011, Tony Bennett și Lady Gaga s-au cunoscut pentru prima oară la gala fundației Robin Hood, în New York. Aici, solista a cântat piesa artistului Nat King Cole, „Orange Colored Sky”. Ulterior, Bennett a rugat-o pe Gaga să cânte un duet alături de el, pentru propriul său album, intitulat Duets II. Cei doi au înregistrat o interpretare a piesei „The Lady Is A Tramp”. În luna septembrie a anului 2012, Bennett a confirmat pentru publicația Rolling Stone faptul că Gaga și-ar dori să înregistreze un album jazz împreună cu el. Un cunoscut compozitor ar fi fost asociat cu proiectul respectiv, și în ciuda faptului că nu era la același nivel cu textieri precum George Gershwin sau Cole Porter, acesta a avut câteva cântece de succes. O formație de muzică swing și compozitorul Marion Evans au fost, de asemenea, luați în considerare pentru a lucra la album; Bennett a confirmat că ședințele de înregistrare urmau să înceapă în scurt timp.
„Cheek to Cheek a apărut din prietenia naturală și relația mea cu Tony pe care am construit-o în acești ani, și a fost cu adevărat un efort colaborativ. Faptul că acesta a fost un album jazz a fost important pentru Tony. Eu cânt jazz încă de când eram copil și mereu mi-am dorit să afișez partea autentică a acestui gen muzical. Am făcut un album cu piese jazz clasice, însă presărate cu elemente moderne.” 
În ianuarie 2013, Evans a confirmat că va avea o parte considerabilă în crearea albumului, declarând: „În acest moment, nu știu cât de multe cântece vor fi pe CD, dar sunt sigur că vor fi patru sau cinci orchestre sau formații de dimensiuni diferite. [...] Așa funcționează această industrie.” În urma spectacolului realizat de Gaga și Bennett de la ultimul bal inaugural al președintelui Barack Obama, artista a anunțat în mod oficial albumul prin intermediul unei postări pe Twitter. Gaga a postat o fotografie în care apare alături de Bennett, dezvăluind titlul albumului ca fiind Cheek to Cheek. „Și aici sunt eu, alături de chipeșul meu partener. Pur și simplu nu pot să mai aștept până vom face acest album împreună, el e scumpul meu!” a fost mesajul pe care artista l-a postat, alături de imagine.
În septembrie 2013, Bennett a explicat faptul că cei doi au înregistrat „toate cântecele grozave și de calitate pentru album; George Gershwin, Cole Porter, Jerome Kern, Irving Berlin, piese ca acestea. Alături de o mare trupă swing și alți artiști jazz deosebiți.” În timpul unui interviu pentru ziarul Chicago Tribune, acesta a spus că scopul principal al materialului a fost acela de a introduce standarde jazz unui public mai tânăr, considerând că piesele alese sunt „pe placul tuturor” și „nemuritoare”. Gaga a declarat pentru ziarul The Daily Telegraph că în lansările anterioare, The Fame (2008), The Fame Monster (2009) și Born This Way (2011), aceasta nu a putut să își atingă potențialul maxim vocal. Artista a descris Cheek to Cheek ca fiind un album „rebel” și „eliberator”, putând astfel să cânte fără a se mai gândi la producătorii care ar dori să transforme cântecele pentru a fi potrivite pentru radio.
Bennett a spus că solista a compus o melodie originală pentru album, intitulată „Paradise”. Discul conținea, de asemenea, interpretări solo, precum și duete; Gaga a clarificat ulterior că albumul va conține numai standarde de jazz. Cântecele au fost selectate personal de Bennett și Gaga; cei doi au selectat melodii din Great American Songbook, printre care se numără „Anything Goes”, o melodie de Porter, „It Don't Mean a Thing (If It Ain't Got That Swing)” și „Sophisticated Lady” de Duke Ellington, „Lush Life” de Billy Strayhorn și „Cheek to Cheek” de Berlin.

## Compunere și structură muzicală
Deși proiectul se afla în discuții și în stadiul de dezvoltare încă din luna septembrie a anului 2012, ședințele de înregistrare au început abia în primăvara anului 2013, fiind amânate de intervenția chirurgicală la șold a lui Gaga și anularea turneului Born This Way Ball. Înregistrările au avut loc pe o perioadă de peste un an în New York City și au inclus muzicanți jazz asociați cu ambii artiști. Cvartetul lui Bennett a fost prezent, alcătuit din Mike Renzi, Gray Sargent, Harold Jones și Marshall Wood, precum și pianistul Tom Lanier. Pe lângă Evans, trompetistul de jazz Brian Newman, un vechi prieten și coleg a lui Gaga, a contribuit la album și a cântat alături de cvintetul său jazz din New York. Saxofonistul tenor Joe Lovano și flautistul Paul Horn au fost, de asemenea, cooptați în calitate de muzicanți.
Potrivit lui Gaga, Bennett și-a dorit ca ea să cânte diverse cântece, fiind impresionat de vocea ei în timpul interpretării melodiei „Lush Life”, cunoscuta piesă compusă de Billy Strayhorn care a fost înregistrată de-a lungul timpului de toată lumea, de la Nancy Wilson și Sarah Vaughan la Donna Summer și Linda Ronstadt. Gaga a explicat că s-a simțit emoționată în legătură cu înregistrările împreună cu Bennett. „Am vrut ca el să audă că am o voce de jazz autentică și că am studiat acest lucru.. Dacă el va auzi asta, sunt în regulă. Dacă el nu va auzi, înseamnă că nu am o voce de jazz autentică”, a adăugat solista. Inspirația pentru a cânta a provenit de la cântăreața jazz Amy Winehouse, care a decedat în luna iulie a anului 2011; Gaga a adăugat „M-am gândit la ea în fiecare zi pe care am petrecut-o în studio. Îmi doresc să mai fi fost printre noi. Avea muzica jazz până în măduva oaselor”. Cântecele au fost înregistrate cu o formație live, iar Gaga a solicitat ca studioul să aibă covoare pe podea în timpul procesului de înregistrare pentru a arăta ca un platou de filmare care ar putea fi fotografiat.
Pe albumul Cheek to Cheek, Gaga cântă solo în cântecele „Lush Life”, „Bang Bang (My Baby Shot Me Down)” și „Ev'ry Time We Say Goodbye”, în timp ce Bennett cântă solo în melodiile „Don't Wait Too Long” și „Sophisticated Lady”. Potrivit lui Gaga, „Lush Life” și „Sophisticated Lady” se completează una pe cealaltă; pentru Bennett, completarea a provenit din faptul că Duke Ellington a compus „Sophisticated Lady” și a colaborat ulterior alături de Strayhorn pentru „Lush Life”. Gaga a cântat „Lush Life” în corul școlii, însă abia la maturitate a înțeles semnificația versurilor despre eșec și suferință. În timpul înregistrărilor pentru Cheek to Cheek, artista s-a simțit tulburată emoțional pe fondul conflictelor profesionale și personale apărute în perioada albumului Artpop; Bennett a fost nevoit să o sprijine și să o ghideze pe tot parcursul procesului. Newman a afirmat că înregistrarea cântecului „Bang Bang (My Baby Shot Me Down)” a avut loc în timpul înregistrărilor pentru spectacolul duetului de la Lincoln Center. Gaga și-a informat muzicanții cu privire la interpretarea melodiei, iar pianistul Alex Smith a făcut aranjamentele muzicale necesare cu o noapte înainte de concert. Nu au avut loc repetiții pentru melodie, aceasta fiind înregistrată atunci când Gaga a cântat-o în fața publicului.
Prima piesă de pe album, „Anything Goes”, a fost înregistrată de Bennett alături de Count Basie și orchestra sa pentru albumul Strike Up the Band lansat în anul 1959. Gaga a descoperit melodia pentru prima oară la vârsta de treisprezece ani și a considerat că este un cântec haios cu „o energie foarte sexy și puternică, și asta numai pentru că ne distrăm atunci când o cântăm.” Versiunea pentru Cheek to Cheek îi surprinde pe Bennett și Gaga schimbând versuri între ei, fiind descrisă de Bobby Olivier de la ziarul The Star-Ledger drept „fină ca mătasea”. Silabele sunt pronunțate puternic de Gaga în sincopare pe măsură ce vibrato-ul ei completează vocea caracteristică de jazz și swing a lui Bennett. Oliver a adăugat, „vocea lui Gaga, atunci când este lipsită de surle și trâmbițe, înfățișează o atemporalitate ce se pretează bine acestui gen muzical.” „I Can't Give You Anything but Love” a fost compus prima dată în anul 1928 de Jimmy McHugh și Dorothy Fields pentru spectacolul Broadway Blackbirds of 1928. Versiunea albumului Cheek to Cheek începe cu sunete de cinele și o orgă electronică. Gaga alternează versurile pentru a cânta „Gee, I'd like to say you're looking swell, Tony” (ro.: „Măi să fie, aș vrea să spun că arăți elegant, Tony”), care se alătură mai apoi cu versul „Diamond bracelets Woolworth doesn't sell, Gaga” (ro.: „Brățările cu diamante Woolworth nu se mai vând, Gaga”). „Nature Boy” a fost lansat ca single pentru prima oară în anul 1948 de Cole, și a devenit un succes comercial pentru artist. Compus de excentricul textier eden ahbez, piesa vorbește despre „un băiat straniu, dar fermecător”, în timp ce instrumentația este alcătuită din flaute, tobe, și un aranjament orchestral. Fiind o versiune de bar, Gaga cântă cu un ton inspirat de vocea solistei Liza Minnelli, având o gamă vocală bazată pe respirație, fiind acompaniată de Bennett care o completează prin povestea întâlnirii personajului titular.

## Lansare și copertă
La 12 decembrie 2013, Bennett a dezvăluit pentru postul de televiziune CNN faptul că lansarea albumului a fost amânată, data finală fiind confirmată drept 18 martie 2014. Edna Gunderson de la ziarul USA Today a raportat că albumul a fost amânat din nou și că lansarea va avea loc spre finalul anului 2014. Ulterior, în aprilie 2014, în timpul onorului lui Kevin Spacey din partea Muzeului American al imaginilor în mișcare, Bennett a declarat unui reporter că albumul se va lansa în luna septembrie. La 29 iulie 2014, Bennett și Gaga au apărut la emisiunea The Today Show pentru a anunța în mod formal lansarea albumului colaborativ, confirmând data finală de lansare pentru Statele Unite ca fiind 23 septembrie 2014. Discul a fost lansat prima oară în Australia și Germania la 19 septembrie 2014. Bennett a declarat revistei Billboard că au fost inspirați de musicalul lui Porter din 1936, Red, Hot and Blue, pentru o potențială continuare a materialului Cheek to Cheek. Artistul și-a dorit să observe performanța pe care o va avea Cheek to Cheek în urma lansării, însă Gaga și-a dorit să înceapă să lucreze la colaborare „îndată”. Bennett a adăugat: „vom face două albume la rând alături de ea. Va trebui să încercăm să facem asta cât mai curând posibil, doar ca o continuare pentru un al doilea album.”
Fotograful Steven Klein a realizat fotografiile pentru coperțile albumului, și a fost responsabil pentru direcția artistică a lansării. El a dezvoltat, de asemenea, coperta piesei „Anything Goes”. La 18 august 2014, Gaga a dezvăluit coperta oficială a albumului, prezentând-o pe solistă stând lângă Bennett și ținându-se de mână. Artista a explicat faptul că ea și Bennett stăteau și discutau atunci când Klein i-a fotografiat pe neașteptate. Pentru versiunea standard, Bennett și Gaga sunt înfățișați într-un ziar New York, numele albumului fiind amplasat în vârful imaginii, în timp ce versiunea deluxe conține doar aceeași fotografie. Aspectul lui Gaga și buclele masive și negre din imagine au fost comparate de Kirthana Ramisetti de la ziarul New York Daily News cu personajul lui Cher din filmul american de comedie romantică Visătorii (1987).
Lista completă a cântecelor de pe album a fost dezvăluită odată cu fotografiile pentru copertă. Versiunea standard constă în unsprezece cântece, iar versiunea deluxe include cincisprezece cântece. Pe lângă lansările edițiilor standard și deluxe în format CD și digital, lansări exclusive au avut loc la Home Shopping Network (HSN) și Target. O variantă vinil de 180 de grame a fost lansată pe Amazon.com. Discul s-a vândut la cafenelele Starbucks cu o copertă unică. În octombrie 2014, Gaga a anunțat un set pentru colecționari care a fost lansat în luna decembrie a aceluiași an. Setul a conținut articole limitate, precum instantanee personale, o partitură Cheek to Cheek cu autograful lui Bennett, postere cu o mărime de 8×10 imprimate pe hârtie de pergmanent, și altele.

## Campania de promovare

### Interpretări live
În iunie 2014, Gaga a început campania de promovare a albumului printr-o serie de apariții publice cu și fără Bennett, prima dintre ele fiind la Școala de Arte Frank Sinatra din New York City. Școala fondată de Bennet și soția sa, Susan Crow, a organizat un concert în care perechea a cântat în duet sau individual, și au primit întrebări din partea publicului. Evenimentul s-a încheiat cu cei doi urmărind o interpretare a corului școlii respective. De asemenea, Gaga a cântat alături de Bennett la festivalul internațional de jazz din Montreal, și au apărut într-o reclamă de sărbători pentru compania H&M, regizată de Johan Renck, care a inclus piesa „It Don't Mean a Thing (If I Ain't Got That Swing)”. Artiștii au făcut anunțul prin intermediul unei postări pe Instagram. În cadrul petrecerii pentru Săptămâna Modei de la New York din 2014, Gaga a cântat „Ev'ry Time We Say Goodbye”, dedicând interpretarea partenerului ei de la acea vreme, actorul Taylor Kinney.

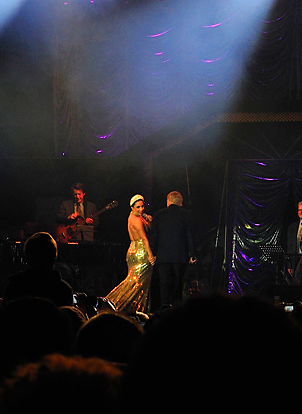
Gaga și Bennett interpretând într-un spectacol organizat la Piața Mare din Bruxelles, Belgia.

În perioada 13 și 14 septembrie 2014, canalul Home Shopping Network (HSN) a difuzat un program special intitulat Tony Bennett and Lady Gaga: Cheek to Cheek. Emisiunea prezintă fanilor scene exclusive din culisele dezvoltării albumului, precum și înregistrări nedifuzate cu cei doi artiști colaborând în studioul de înregistrări. Alte secvențe prezintă, de asemenea, procesul de selectare a cântecelor din Great American Songbook. Înainte de anunțul lansării albumului, la 28 iulie, un scurt concert a fost organizat la teatrul Rose din cadrul complexului Lincoln Center for the Performing Arts din New York City. Intitulat Tony Bennett and Lady Gaga: Cheek to Cheek Live!, concertul a fost difuzat la postul de televiziune american PBS ca parte a seriei Great Performances la 24 octombrie 2014. Spectacolul a fost urmărit de o audiență alcătuită din invitați speciali și studenți ai școlilor din New York. Decorul și luminile au fost create de Robert Wilson, în timp ce regia a fost asigurată de David Horn. Bennett și Gaga au fost acompaniați pe scenă de o orchestră alcătuită din treizeci și nouă de persoane, dirijată de Jorge Calandrelli, soliștii Chris Botti la trompetă și David Mann la saxofon tenor, și muzicanți jazz asociați cu ambii artiști. La 20 ianuarie 2015, concertul a fost lansat în format DVD.
Trei melodii de pe album au fost utilizate de ESPN în timpul reclamelor pentru turneul de tenis US Open 2014. Vice președintele canalului, Jamie Reynolds, a explicat faptul că decizia de a încorpora „energia clasică și swing a New York-ului” i-a determinat să includă piese de pe albumul Cheek to Cheek. Universal Music a furnizat videoclipuri pentru cântece, secvențele fiind mixate cu cadre de tenis și utilizate mai apoi în reclame. În mod concomitent, conținut original precum filmări cu Bennett în apartamentul său din Manhattan, și filmări cu Gaga în Australia în turneul ArtRave: The Artpop Ball. La 13 septembrie 2014, Bennett i s-a alăturat lui Gaga pe scena din Tel Aviv, Israel, din cadrul turneului ArtRave, pentru a cânta câteva piese de pe album. Vocea lui Gaga din interpretarea melodiei „I Can't Give You Anything but Love” a primit laude atât pentru varietatea sa, cât și pentru control. La 22 septembrie, Bennett și Gaga au interpretat o listă scurtă de piese de pe Cheek to Cheek la Piața Mare din Bruxelles, Belgia. Spectacolul artiștilor a primit recenzii pozitive, Anne Bilson de la ziarul The Daily Telegraph acordându-i un calificativ de patru din cinci stele și complimentând vocea artiștilor, adăugând „Bennett a avut plămânii pentru a compensa, însă Gaga a avut mișcările.” Videoclipuri promoționale pentru „Anything Goes” (de la interpretarea din Bruxelles) și „Bang Bang (My Baby Shot Me Down)” (de la programul special PBS) au fost lansat la 27 septembrie 2014.
În perioada în care se afla în Regatul Unit pentru turneul ArtRave, Gaga a apărut pe scenă alături de Bennett în timpul celui de-al doisprezecelea sezon al emisiunii britanice Strictly Come Dancing pentru a interpreta două cântece de pe album, „Anything Goes” și „It Don't Mean a Thing (If It Ain't Got That Swing)”. După finalizarea turneului, duetul a cântat piesa „Cheek to Cheek” la emisiunile The View și The Colbert Report. La aprinderea bradului de Crăciun din centrul Rockefeller, Bennett și Gaga au interpretat melodia „Winter Wonderland”. Câteva zile mai târziu, la emisiunea The Tonight Show Starring Jimmy Fallon, cei doi au cântat „Cheek to Cheek” și „It Don't Mean a Thing (If I Ain't Got That Swing)”, în timp ce Gaga a cântat solo piesa „Ev'ry Time We Say Goodbye”.

### Turneul Cheek to Cheek

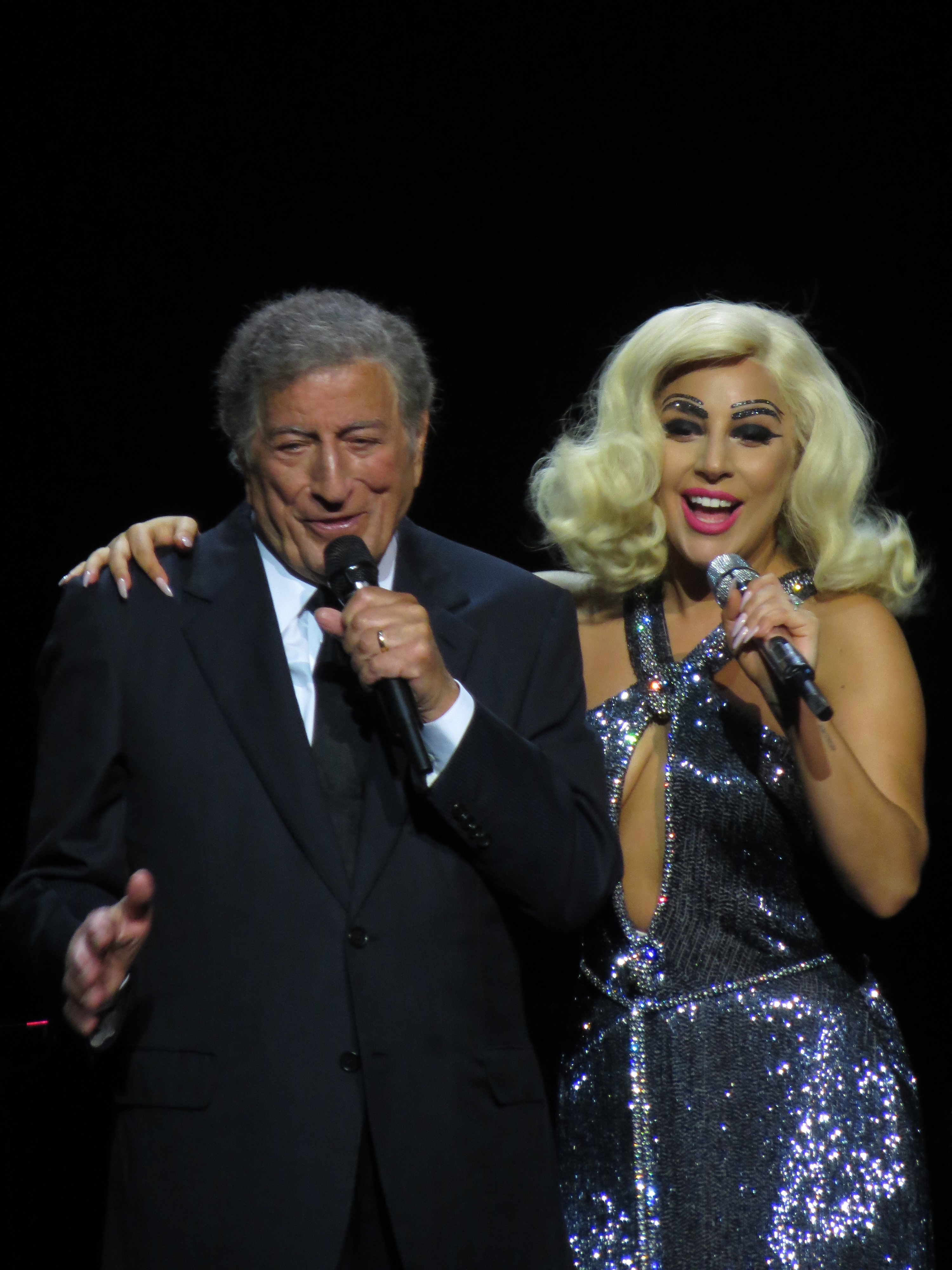
Bennett și Gaga cântând în cadrul unui concert din turneul Cheek to Cheek organizat la Royal Albert Hall în Londra

Bennett a confirmat faptul că el și Gaga vor cânta la diverse festivaluri de muzică jazz în anul 2015, promovând albumul Cheek to Cheek. Potrivit artistului, Gaga obosise să cânte în locații mari și și-a dorit ca turneul să aibă loc în locații mai mici pentru cel puțin trei-patru zile, sau pentru trei-șase săptămâni. Bennett a explicat, de asemenea, că el era obișnuit să cânte în săli de concerte acustice și teatre în aer liber, iar Gaga a trebuit să țină cont și de aceste aspecte. „Nu sunt interesat să cânt în fața a 45.000 de oameni într-o noapte, iar Gaga a căutat locații în care putem să stăm pentru trei și patru zile, sau trei sau patru săptămâni, într-un singur loc odată. Așa își dorește să lucreze cu mine”, a concluzionat artistul. La petrecerea de ajun al anului nou 2014, duetul a început turneul Cheek to Cheek cu o interpretare la cazinoul Cosmopolitan din Las Vegas, marcând primul lor concert de la lansarea albumului. Aceștia au cântat, de asemenea, la cea de-a 57-a ediție a premiilor Grammy, precum și la concertul post-Grammy organizat la teatrul Wiltern din Los Angeles, la 8 februarie 2015, chiar după sfârșitul ceremoniei. Mai multe spectacole au fost programate pentru anul 2015, printre locații fiind incluse Hollywood Bowl la 30 mai; Royal Albert Hall în Londra la 8 iunie; și Radio City Music Hall în New York City la 19 iunie. Jesse Lawrence de la publicația Forbes a comunicat faptul că biletele au avut o cerere foarte mare, concerte suplimentare fiind ulterior adăugate itinerarului. În mod concomitent, redactorul a observat că spectacolele au avut un preț cu mult peste medie, în special în piețele secundare.

### Discuri single
„Anything Goes” a fost lansat drept primul disc single extras de pe album la 29 iulie 2014 spre descărcare digitală, urmat de lansarea videoclipului muzical pe conturile lui Gaga de YouTube și Vevo. Clipul îi prezintă pe Bennett și Gaga înregistrând „Anything Goes”, precum și alte cântece de pe Cheek to Cheek. În Regatul Unit, „Anything Goes” a debutat pe locul 174 în clasamentul UK Singles Chart la 9 august 2014. Piesa a debutat, de asemenea, pe locul 132 în topul vânzărilor compilat de Official Charts Company. În Spania, melodia a debutat în top cincizeci în ierarhia PROMUSICAE, ocupând locul patruzeci. În Franța, „Anything Goes” a debutat pe locul 178 în clasamentul French Singles Chart. Cântecul a ocupat poziția fruntașă a ierarhiei Billboard Jazz Digital Songs, debutând pe locul întâi și devenind astfel cea de-a doua apariție a lui Gaga în top, după „The Lady is a Tramp”. Piesa a marcat cea de-a cincisprezecea apariție a lui Bennett în clasamentul Jazz Digital Songs chart, devenind totodată cel de-al treilea său single care ocupă locul întâi. Potrivit datelor furnizate de Nielsen SoundScan, „Anything Goes” a înregistrat vânzări de 16.000 de exemplare digitale în Statele Unite în săptămâna 3 august 2014. Single-ul a coborât pe locul trei în următoarea sa săptămână de prezență în topul Jazz Digital Songs.
„I Can't Give You Anything but Love” a fost lansat drept cel de-al doilea disc single extras de pe album la 19 august 2014. Gaga a anunțat lansarea prin intermediul unei postări pe Twitter, acompaniată de coperta single-ului. Un videoclip muzical oficial a fost lansat la 26 august 2014. Clipul a fost filmat în studioul de înregistrări, iar prima jumătate a acestuia o prezintă pe Gaga purtând diverse costume și peruci în timp ce înregistrează cântecul și umblă primprejur. Bennett apare ulterior în studio pentru a cânta melodia. Ultimul refren al piesei îi surprinde pe cei doi artiști cântând puternic împreună, secvență descrisă drept „o unire a forțelor pentru o combinație de stiluri ciudată, dar puternică, care transcende generații și genuri”. Jon Blistein de la revista Rolling Stone a complimentat videoclipul, spunând că „dovedește faptul că [Bennett și Gaga] emană un brand de chimie muzicală unic, adorabil”. În urma lansării sale, „I Can't Give You Anything but Love” a debutat în fruntea clasamentului Jazz Digital Songs al publicației Billboard, la 6 septembrie 2014, și pe locul 173 în topul French Singles Chart.
Totodată, „Nature Boy” a fost lansat pentru difuzare pe streaming pe canalul Vevo a lui Gaga la 16 septembrie 2014. Artista a vorbit anterior despre cântec pe Twitter, precum și despre moartea flautistului Horn. Melodia a debutat în ierarhia Billboard Trending 140 Chart pe locul cinci și a ascensionat rapid către prima poziție. În urma lansării albumului Cheek to Cheek, „Bang Bang (My Baby Shot Me Down)” a debutat pe prima poziție a clasamentului Jazz Digital Songs, devenind prima apariție în top a lui Gaga în calitate de artist solo.

## Recepția criticilor
Pe Metacritic, un website ce desemnează o evaluare normalizată din 100 de recenzii din partea criticilor muzicali, Cheek to Cheek a primit un scor mediu de 64, bazat pe douăsprezece recenzii, indicând astfel „recenzii general favorabile”. Gil Kaufman de la MTV News a lăudat albumul, afirmând că Bennett și Gaga sunt „făcuți unul pentru celălalt”. El a adăugat că soliștii au fost capabili să-și contopească „fără cusur” vocile unice, aspect care s-a reflectat în raportul lor din studio și, astfel, în cântecele de pe Cheek to Cheek. Caroline Sullivan de la ziarul The Guardian a oferit discului patru din cinci stele, susținând că „Gaga este un miracol”. De asemenea, ea a lăudat melodia „Cheek to Cheek” și modul în care „dezvăluie căldura și profunzimea vocii [artistei]”. Într-o recenzie pentru ziarul The Times, criticul Will Hodgkinson a lăudat albumul, oferindu-i un punctaj de patru din cinci stele. Redactorul a adăugat faptul că Gaga ar fi putut fi „un simbol al barurilor de pian și cluburilor din Upper Manhattan... drept Stefani Germanotta, clasica solistă de standarde”. Criticul de jazz Marc Myers a oferit o recenzie pentru publicația The Wall Street Journal, considerând că „cea mai mare surpriză a albumului a fost vocea solo a lui Gaga din «Lush Life», o piesă dificilă care le-a dat bătăi de cap până și celor mai experimentați soliști de jazz-pop, inclusiv lui Frank Sinatra. Registrul ei grav este cald și bogat, iar frazarea ei este din toată inima.” Într-o recenzie favorabilă, criticul Howard Reich de la ziarul Chicago Tribune a afirmat că albumul „prezintă un lucru adevărat, de la început până la sfârșit... Ambii cântăreți se delectează cu ritm și vibrație, dornici de a se înviora de la un insolit la următorul și următorul. Ei ating un nivel considerabil de energie. Însă farmecul adevărat are loc în momentele lente în care poți auzi de ce sunt capabili acești interpreți, atât singuri, cât și împreună.”
Într-o recenzie pentru ziarul The Daily Beast, criticul de jazz Ted Gioia s-a declarat surprins de abilitatea lui Gaga de a cânta jazz, afirmând „cu toată sinceritatea pentru Lady Gaga, orice cântăreț care se potrivește cu Tony Bennett trebuie să aibă o voce puternică și fermă... Vocea ei proiectează o inocență atrăgătoare [în melodiile] «But Beautiful» și «Ev'ry Time We Say Goodbye»”. Acordându-i patru din cinci stele, Lewis Corner de la website-ul Digital Spy a complimentat mixajul de voci de pe album, adăugând că „Cheek to Cheek poate nu e cel mai strălucitor spectacol pe care l-am fi așteptat de la Lady Gaga, însă alături de recomandările lui Tony Bennett, perechea a oferit un disc solid și autentic de jazz care respectă istoria generoasă a acestui gen muzical”. Jon Dolan de la revista Rolling Stone a acordat albumului trei din cinci stele și a lăudat vocea lui Gaga. Dolan a considerat că materialul „dovedește că ea poate fi și o o doamnă elegantă și sofisticată”. Charles J. Gan de la ziarul Associated Press a lăudat în mod similar interpretările lui Bennett și Gaga, notând că „dacă s-ar fi născut într-o eră anterioară, Gaga s-ar fi simțit ca acasă într-un musical MGM”. Bianca Gracie, redactor al publicației Idolator, a descris albumul drept „o audiție reconfortantă care pune în evidență talentul incontestabil a lui Bennett și Gaga, dar și cât de bine lucrează împreună”. Într-un articol pentru ziarul National Post, Mike Doherty a observat că Gaga „și-a permis să fie îndrăzneață” cu propria voce, în timp ce Bennett a reușit să să se completeze prin caracteristica sa „abordare elegantă”.
Cu un punctaj de trei stele și jumătate din cinci, Kenneth Partridge de la revista Billboard a opinat că Gaga a justificat încredere pe care Bennett o are în ea – însă uneori „prea forțat” – iar solista a avut nevoie de el la înregistrarea albumului mai mult decât el a avut nevoie de ea. Partridge a concluzionat prin a spune că, per ansamblu, cei doi „s-au distrat de minune și vor avea beneficii în urma acestei colaborări”. O altă recenzie de trei stele a venit din partea Lydiei Jenkin de la ziarul The New Zealand Herald care a declarat că discul este „o colecție fără cusur de interpretări ale unor standarde”. Jim Farber de la New York Daily News a acordat patru din cinci stele materialului discografic, afirmând că „Gaga a fost întotdeauna o cântăreață cu o voce puternică” și „are multe elemente ale Lizei Minnelli în ea”. Bennett a primit aprecieri din partea ziarului pentru agilitatea și îndrăzneala cu care interpretează melodiile. James Reed de la publicația The Boston Globe a lăudat albumul și a fost de părere că ambii artiști „aduc la suprafață tot ce au mai bun în ei”. Neil McCormick de la ziarul Daily Telegraph a oferit un punctaj de trei din cinci stele discului, consider că „dacă iei acest album în spiritul său de distracție efemeră cu care se pare că a fost născocit, este inofensiv de minunat”. Oferindu-i un calificativ A–, Glenn Gamboa de la ziarul Newsday a spus că materialul discografic este „jazz direct, splendid și bine asamblat”. Adam Markovitz de la revista Entertainment Weekly a comentat că Bennett și Gaga „nu sunt întocmai într-un rai, dar se află totuși într-un bar cu pian destul de grozav” și a acordat un calificativ B+.
Într-o recenzie mixtă, Stephen Thomas Erlewine de la AllMusic a declarat că „Cheek to Cheek este un album în care muzica și cântecele însăși ocupă un loc în spate pentru a face lor personalităților”. Alexa Camp de la Slant Magazine a oferit albumului două stele din cinci. Camp a criticat interpretările vocale ale lui Bennett și Gaga, adăugând că „dacă nu ar fi fost truda muzicanților de primă clasă din timpul înregistrărilor... majoritate din Cheek to Cheek, care se târăște cu o durată economică de 45 de minute, ar suna ca un club de karaoke.” Aidin Vaziri, redactor al ziarului San Francisco Chronicle, s-a declarat dezamăgit de faptul că Bennett și Gaga „nu reușesc să-și scoată în evidență trăsăturile distinctive”, adăugând că „muzica de fundal este mult mai interesantă decât oamenii care cântă peste ea”. Mikael Wood de la ziarul Los Angeles Times a complimentat vocea lui Gaga de pe album, însă a criticat aspru „exploatarea ieftină: a unei adunături de cântece importante asupra cărora nu aduce nimic nou; a unei legende în vârstă de 88 de ani cu care nu are niciun fel de chimie; și, cel mai dezamăgitor, a dorinței noastre de a o urma pe [Gaga] într-o direcție creativă fără succes.” La cea de-a 57-a ediție a premiilor Grammy, organizată la 8 februarie 2015, Cheek to Cheek a câștigat premiul Grammy pentru cel mai bun album vocal pop tradițional.

## Performanța în clasamentele muzicale

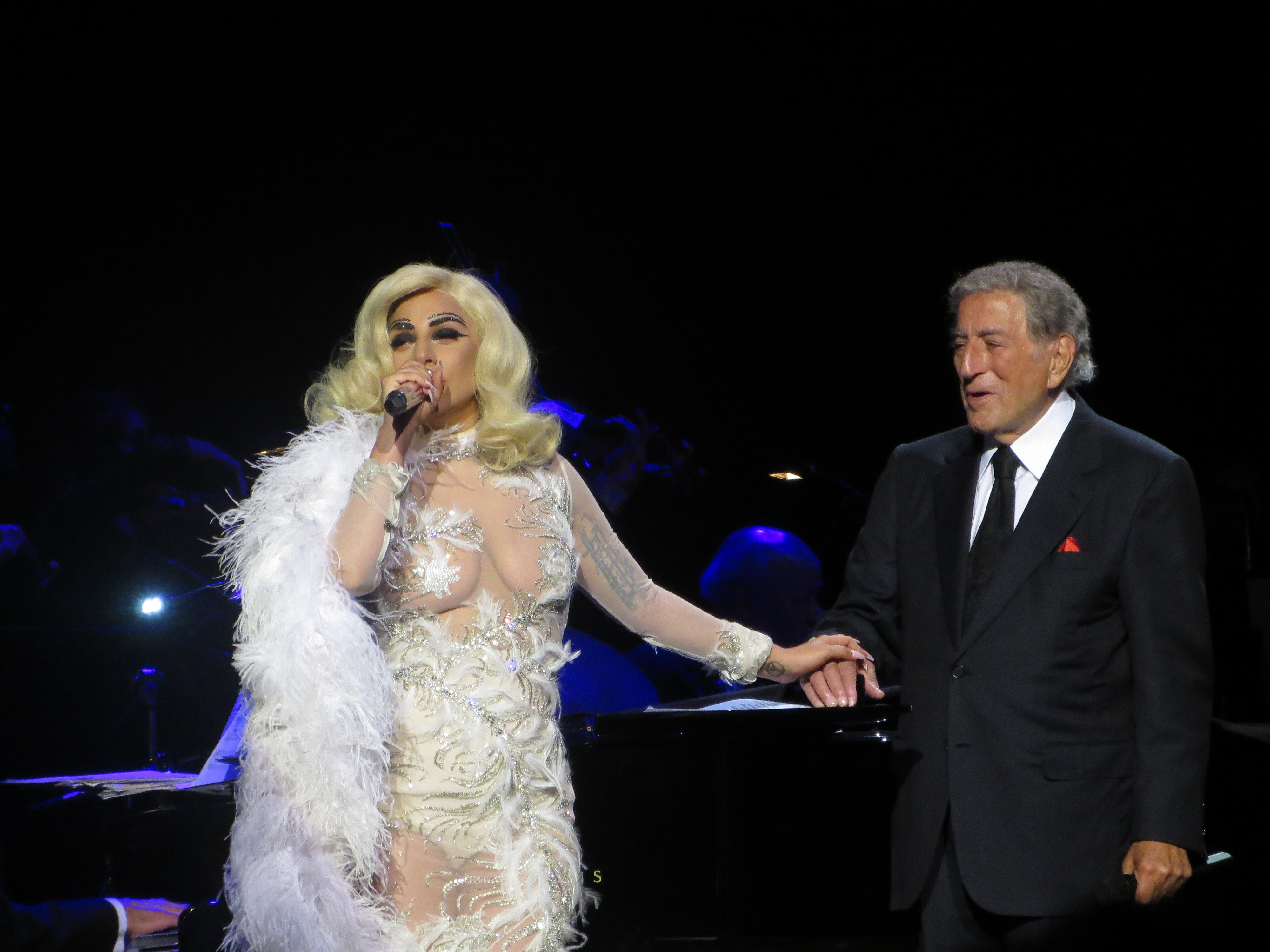
Gaga și Bennett interpretând „But Beautiful” în turneul Cheek to Cheek.

Cheek to Cheek a debutat pe prima poziție a clasamentului Billboard 200, 131.000 de exemplare fiind vândute în prima săptămână potrivit Nielsen SoundScan. A devenit cel de-al treilea album consecutiv a lui Gaga care să ajungă pe locul întâi, precum și cel de-al doilea album a lui Bennett care să ajungă pe prima poziție. În topurile Jazz Albums și Traditional Jazz Albums, Cheek to Cheek s-a clasat, de asemenea, pe prima poziție. Bennett și-a depășit propriul record—stabilit anterior în anul 2011 cu Duets II—drept cel mai în vârstă interpret care să obțină un album pe locul întâi în Statele Unite. Gaga a devenit, de asemenea, prima cântăreață din anii 2010 care să aibă trei albume de top. În clasamentul Top Digital Albums, Cheek to Cheek s-a clasat pe locul patru. Până în februarie 2019, albumul s-a vândut în peste 773.000 de copii, devenind cel de-al șaptelea album a lui Bennett care să se vândă în peste 500.000 de exemplare de când Nielsen a început să monitorizeze vânzările în anul 1991, precum și al cincilea album a lui Gaga ce reușește această performanță. Materialul a fost premiat cu discul de aur de către Recording Industry Association of America (RIAA) pentru cele peste 500.000 de copii expediate. În luna iulie 2019, publicația Billboard a numit Cheek to Cheek al patrulea cel mai de succes album colaborativ al tuturor timpurilor în Statele Unite, în rândul tuturor genurilor muzicale. Cheek to Cheek a debutat pe locul trei în ierarhia Canadian Albums Chart, vânzând 10.000 de exemplare conform SoundScan. Albumul a primit mai târziu discul de platină din partea Music Canada (MC) datorită celor 80.000 de copii expediate.
În Regatul Unit, materialul discografic a debutat pe locul zece în topul UK Albums Chart, cu vânzări de 10.469 de exemplare, devenind astfel cel de-al cincilea album de top zece a lui Gaga, și al treilea pentru Bennett. Cheek to Cheek a coborât către locul douăzeci și patru în a doua sa săptămână, vânzând 4.081 de copii. În urma apariției lui Bennett și Gaga de la emisiunea Strictly Come Dancing, precum și concertul artistei din turneul ArtRave, albumul a ascensionat către locul doisprezece în a cincea săptămână, acumulând vânzări de 6.257 de exemplare. În luna noiembrie a anului 2015, albumul a fost premiat cu discul de argint de către British Phonographic Industry (BPI) pentru depășirea pragului de 60.000 de copii vândute. În Irlanda, Cheek to Cheek a debutat pe locul doisprezece în topul Irish Albums Chart, coborând către locul douăzeci și patru în următoarea săptămână. În cea de-a cincea sa săptămână în clasament, albumul a urcat de pe locul cincizeci pe locul douăzeci și patru.
În Australia, Cheek to Cheek a debutat pe locul șapte în ierarhia ARIA Albums Chart, devenind cel de-al doilea album de top zece a lui Bennet în Australia din cele cincizeci și șase de albume lansate de acesta, precum și al cincilea disc de top zece pentru Gaga. În următoarea săptămână, albumul a coborât către locul zece, urcând mai apoi către locul șapte în a treia săptămână. Australian Recording Industry Association (ARIA) a acordat un disc de aur albumului pentru cele 35.000 de exemplare vândute în regiunea respectivă. În Noua Zeelandă, Cheek to Cheek a debutat pe locul treisprezece, ascensionând către locul trei în a patra sa săptămână de prezență în clasamentul Recorded Music NZ. În Japonia, albumul a debutat pe locul șapte în topul Oricon, cu vânzări de 11.397 de copii, coborând o poziție în următoarea săptămână și vânzând alte 7.371 de exemplare. Cheek to Cheek a devenit cel de-al patrulea album de top zece a lui Gaga în Franța, debutând pe locul nouă și acumulând vânzări de 40.000 de copii până în mai 2015 potrivit Syndicat National de l'Édition Phonographique (SNEP). În Grecia, discul a ajuns pe poziția sa maximă, locul doi, în cea de-a treia săptămâna în ierarhia Greek Albums.

## Ordinea pieselor pe disc
Toate cântecele au fost produse de Dae Bennett, cu excepția piesei „The Lady Is a Tramp”, produsă de Phil Ramone și Dae Bennett.
| Versiunea standard |                                                      |         |  |
| Nr.                | Titlu                                                | Lungime |  |
| 1.                 | „Anything Goes”                                      | 2:04    |  |
| 2.                 | „Cheek to Cheek”                                     | 2:51    |  |
| 3.                 | „Nature Boy”                                         | 4:08    |  |
| 4.                 | „I Can't Give You Anything but Love”                 | 3:13    |  |
| 5.                 | „I Won't Dance”                                      | 3:57    |  |
| 6.                 | „Firefly”                                            | 1:58    |  |
| 7.                 | „Lush Life” (solo de Gaga)                           | 4:15    |  |
| 8.                 | „Sophisticated Lady” (solo de Bennett)               | 3:49    |  |
| 9.                 | „Let's Face the Music and Dance”                     | 2:07    |  |
| 10.                | „But Beautiful”                                      | 4:04    |  |
| 11.                | „It Don't Mean a Thing (If It Ain't Got That Swing)” | 2:24    |  |
| Lungime totală:    | Lungime totală:                                      | 34:43   |  |

| Versiunea distribuită pe iTunes Store și Apple Music (cântece bonus) |                                                                                       |         |  |
| Nr.                                                                  | Titlu                                                                                 | Lungime |  |
| 12.                                                                  | „Bang Bang (My Baby Shot Me Down)” (solo de Gaga) (live de la Jazz at Lincoln Center) | 3:43    |  |
| Lungime totală:                                                      | Lungime totală:                                                                       | 38:26   |  |

| Versiunea deluxe |                                                      |         |  |
| Nr.              | Titlu                                                | Lungime |  |
| 1.               | „Anything Goes”                                      | 2:04    |  |
| 2.               | „Cheek to Cheek”                                     | 2:51    |  |
| 3.               | „Don't Wait Too Long” (solo de Bennett)              | 2:36    |  |
| 4.               | „I Can't Give You Anything but Love”                 | 3:13    |  |
| 5.               | „Nature Boy”                                         | 4:08    |  |
| 6.               | „Goody Goody”                                        | 2:12    |  |
| 7.               | „Ev'ry Time We Say Goodbye” (solo de Gaga)           | 3:10    |  |
| 8.               | „Firefly”                                            | 1:58    |  |
| 9.               | „I Won't Dance”                                      | 3:57    |  |
| 10.              | „They All Laughed”                                   | 1:49    |  |
| 11.              | „Lush Life” (solo de Gaga)                           | 4:15    |  |
| 12.              | „Sophisticated Lady” (solo de Bennett)               | 3:49    |  |
| 13.              | „Let's Face the Music and Dance”                     | 2:07    |  |
| 14.              | „But Beautiful”                                      | 4:04    |  |
| 15.              | „It Don't Mean a Thing (If It Ain't Got That Swing)” | 2:24    |  |
| Lungime totală:  | Lungime totală:                                      | 44:28   |  |

| Versiunea distribuită pe iTunes Store și Apple Music (cântec bonus) |                                                                                       |         |  |
| Nr.                                                                 | Titlu                                                                                 | Lungime |  |
| 16.                                                                 | „Bang Bang (My Baby Shot Me Down)” (solo de Gaga) (live de la Jazz at Lincoln Center) | 3:43    |  |
| Lungime totală:                                                     | Lungime totală:                                                                       | 48:11   |  |

| Versiunea distribuită în Japonia (cântece bonus) |                                                                                         |         |  |
| Nr.                                              | Titlu                                                                                   | Lungime |  |
| 16.                                              | „On a Clear Day (You Can See Forever)” (solo de Bennett)                                | 2:34    |  |
| 17.                                              | „Bewitched, Bothered and Bewildered” (solo de Gaga) (live de la Jazz at Lincoln Center) | 3:07    |  |
| 18.                                              | „Lady's in Love with You” (solo de Bennett) (live de la Jazz at Lincoln Center)         | 1:42    |  |
| 19.                                              | „The Lady Is a Tramp” (de pe Duets II)                                                  | 3:18    |  |
| Lungime totală:                                  | Lungime totală:                                                                         | 55:09   |  |

| Versiunea distribuită internațional (cântece bonus) (cu excepția Statelor Unite și Japoniei) |                                                                                         |         |  |
| Nr.                                                                                          | Titlu                                                                                   | Lungime |  |
| 16.                                                                                          | „On a Clear Day (You Can See Forever)” (solo de Bennett)                                | 2:34    |  |
| 17.                                                                                          | „Bewitched, Bothered and Bewildered” (solo de Gaga) (live de la Jazz at Lincoln Center) | 3:07    |  |
| 18.                                                                                          | „The Lady Is a Tramp” (de pe Duets II)                                                  | 3:18    |  |
| Lungime totală:                                                                              | Lungime totală:                                                                         | 53:27   |  |

| Versiunea distribuită la Target (cântece bonus) |                                                                                         |         |  |
| Nr.                                             | Titlu                                                                                   | Lungime |  |
| 16.                                             | „On a Clear Day (You Can See Forever)” (solo de Bennett)                                | 2:34    |  |
| 17.                                             | „Bewitched, Bothered and Bewildered” (solo de Gaga) (live de la Jazz at Lincoln Center) | 3:07    |  |
| Lungime totală:                                 | Lungime totală:                                                                         | 50:09   |  |

| Versiunea distribuită la HSN (cântece bonus) |                                                                                 |         |  |
| Nr.                                          | Titlu                                                                           | Lungime |  |
| 16.                                          | „Lady's in Love with You” (solo de Bennett) (live de la Jazz at Lincoln Center) | 1:42    |  |
| 17.                                          | „The Lady Is a Tramp” (de pe Duets II)                                          | 3:18    |  |
| Lungime totală:                              | Lungime totală:                                                                 | 49:27   |  |

| Versiunea vinil Față A |                                      |         |  |
| Nr.                    | Titlu                                | Lungime |  |
| 1.                     | „Anything Goes”                      | 2:04    |  |
| 2.                     | „Cheek to Cheek”                     | 2:51    |  |
| 3.                     | „Nature Boy”                         | 4:08    |  |
| 4.                     | „I Can't Give You Anything but Love” | 3:13    |  |
| 5.                     | „I Won't Dance”                      | 3:57    |  |

| Față B          |                                                      |         |  |
| Nr.             | Titlu                                                | Lungime |  |
| 1.              | „Firefly”                                            | 1:58    |  |
| 2.              | „Lush Life” (Gaga solo)                              | 4:15    |  |
| 3.              | „Sophisticated Lady” (solo de Bennett)               | 3:49    |  |
| 4.              | „Let's Face the Music and Dance”                     | 2:07    |  |
| 5.              | „But Beautiful”                                      | 4:04    |  |
| 6.              | „It Don't Mean a Thing (If It Ain't Got That Swing)” | 2:24    |  |
| Lungime totală: | Lungime totală:                                      | 34:43   |  |

## Acreditări și personal
Persoanele care au lucrat la album sunt preluate de pe broșura acestuia.

### Management
- Înregistrat la KAS Music and Sound, Studiourile Kaufman Astoria, Astoria, New York; Studiourile Manhattan Center, Manhattan; Studiourile Avatar, New York
- Mixat la Studiourile Avatar, New York
- Masterizat la Studiourile Sterling Sound, New York
- Sennheiser și Neumann au asigurat microfoane pentru Tony Bennett
- RPM Productions reprezentant pentru Bennett: Sandi Rogers, Dawn Olejar, Sylvia Weiner, Hadley Spanier, Erica Fagundes, John Callahan, Seth Ferris
- Sony Music Entertainment reprezentant pentru Bennett: Doug Morris, Rob Stringer, Nancy Marcus-Sekhir

### Personal
- Tony Bennett – voce principală
- Lady Gaga – voce principală
- Lee Musiker – aranjament vocal și de ritm, director muzical pentru Bennett
- Dae Bennett – producător, înregistrare, mixaj
- Danny Bennett – impresar (Bennett), producător executiv
- Bobby Campbell – impresar (Gaga)
- Vincent Herbert – A&R pentru Streamline Records
- Brandon Maxwell – direcție vestimentară
- Frederic Aspiras – machiaj
- Don Lawrence – profesor de canto
- Dave Russell – asistent inginer de sunet
- Jill Dell'Abate – impresar producție, contractor
- Tom Young & Acir Pro Audio – impresariat sunet
- Alessandro Perrotta – Pro Tools
- Mike Bauer – asistent inginer de sunet
- Tim Marchiafava – asistent inginer de sunet
- Akihiro Mishimura – asistent inginer de sunet
- Darren Moore – asistent inginer de sunet
- Sheldon Yellowhair – asistent inginer de sunet
- Greg Calbi – masterizare
- Larry H. Abel – copiator partituri muzicale
- Joann Kane – copiator partituri muzicale
- Ivy Skoff – coordonator contractor
- Kenneth R. Meiselas – aspecte juridice
- Sonya Guardo – aspecte juridice
- Lisa Einhorn-Gilder – coordonator producție
- Dyaana Kass – marketing
- Jurgen Grebner – repertoriu internațional
- Tomoko Itoki – repertoriu internațional
- Nick Miller – repertoriu internațional
- Amanda Silverman – relații publice
- Dennis Dauncy – relații publice (Interscope)
- Ianthe Zevos – direcție artistică
- Steven Klein – fotograf
- Gretchen Anderson – producție

### Orchestră
- Jorge Calandreili – dirijor de orchestră, compozitor
- Elena Barere – vioară
- Jorge Avila – vioară
- Laura Bald – vioară
- Sean Carney – vioară
- Barbara Danilow – vioară
- Laura Frautschi – vioară
- Sanguen Han – vioară
- Karen Karlsrud – vioară
- Yoon Kwon – vioară
- Ann Leathers – vioară
- Nancy McAlhaney – vioară
- Laura McGinnis – vioară
- Kristina Musser Gitterman – vioară
- Alex Sharpe – vioară
- Catherine Sim – vioară
- Sebu Sirinian – vioară
- Lisa Tipton – vioară
- Una Tone – vioară
- Yuri Vodovoz – vioară
- Xiao-Dong Wang – vioară
- Nancy Wu – vioară
- Eric Wyrick – vioară
- Robert Zubrycki – vioară
- Vincent Lionti – violă
- Sarah Adams – violă
- Katherine Anderson – violă
- Kimberly Foster Wallace – violă
- Todd Low – violă
- Martha and Alissa Smith – violă
- Richard Locker – violoncel
- Diane Barere – violoncel
- Stephane Cummins – violoncel
- Jeanne LeBlanc – violoncel
- Sacunn Thorsteinsdottir – violoncel
- Ellen Westermann – violoncel
- Barbara Allen – harpă
- Susan Folles – harpă
- Paul Horn – flaut
- Pamela Sklar – flaut
- Katherine Fink – flaut
- Diane Lesser – oboi
- Pavel Vinnitsky – clarinet
- Mike Atkinson – corn francez
- Bob Carlisle – corn francez
- Nancy Billman – corn francez
- Theo Primis – corn francez
- Stewart Rose – corn francez

### Instrumentiști
- Marion Evans – dirijor, compozitor
- Lou Marini – saxofon alto
- Lawrence Feldman – saxofon alto
- Dave Mann – saxofon tenor
- Andy Snitzer – saxofon tenor
- Tony Kadleck – trompetă
- Brian Newman – trompetă
- Bob Millikan – trompetă
- John Owens – trompetă
- Bud Burridge – trompetă
- Mike Davis – trombon tenor
- Larry Farrell – trombon tenor
- Keith O'Quinn – trombon tenor
- George Flynn – trombon din alamă
- Harold Jones – tobe DW, cinele Zildjian
- Gray Sargent – Chitară archtop Godin 5th Avenue
- Mike Renzi – pian
- Tom Ranier – pian
- Marshall Wood – bas

## Prezența în clasamente
| Țară (clasament 2014)                                      | Poziția maximă | Referință |
| ---------------------------------------------------------- | -------------- | --------- |
| Argentina (ARIA)                                           | 6              | [ 127 ]   |
| Australia (ARIA)                                           | 7              | [ 114 ]   |
| Australia (ARIA Jazz Albums)                               | 1              | [ 128 ]   |
| Austria (Ö3 Austria)                                       | 6              | [ 129 ]   |
| Belgia (Ultratop 50 Flandra)                               | 4              | [ 130 ]   |
| Belgia (Ultratop 50 Valonia)                               | 4              | [ 131 ]   |
| Brazilia (ABPD)                                            | 7              | [ 132 ]   |
| Canada (Canadian Albums Chart)                             | 3              | [ 102 ]   |
| Cehia (ČNS IFPI)                                           | 4              | [ 133 ]   |
| China (Sino Chart)                                         | 17             | [ 134 ]   |
| Coreea de Sud (Gaon International Albums) Versiunea deluxe | 7              | [ 135 ]   |
| Croația (HDU)                                              | 8              | [ 136 ]   |
| Danemarca (Hitlisten)                                      | 9              | [ 137 ]   |
| Elveția (Schweizer Hitparade)                              | 7              | [ 138 ]   |
| Finlanda (Suomen virallinen lista)                         | 27             | [ 139 ]   |
| Franța (SNEP)                                              | 9              | [ 119 ]   |
| Germania (Offizielle Top 100)                              | 12             | [ 140 ]   |
| Grecia (IFPI)                                              | 2              | [ 121 ]   |
| Irlanda (IRMA)                                             | 12             | [ 110 ]   |
| Italia (FIMI)                                              | 6              | [ 141 ]   |
| Japonia (Oricon Albums)                                    | 10             | [ 142 ]   |
| Japonia (Oricon International Albums)                      | 7              | [ 117 ]   |
| Mexic (Top 100 Mexico)                                     | 4              | [ 143 ]   |
| Noua Zeelandă (RMNZ)                                       | 3              | [ 116 ]   |
| Olanda (Album Top 100)                                     | 13             | [ 144 ]   |
| Polonia (ZPAV)                                             | 31             | [ 145 ]   |
| Portugalia (AFP)                                           | 7              | [ 146 ]   |
| Regatul Unit (UK Albums Chart)                             | 10             | [ 147 ]   |
| Regatul Unit (Jazz & Blues Albums)                         | 1              | [ 148 ]   |
| Scoția (OCC)                                               | 11             | [ 149 ]   |
| Spania (PROMUSICAE)                                        | 5              | [ 150 ]   |
| Suedia (Sverigetopplistan Jazz Albums)                     | 1              | [ 151 ]   |
| Statele Unite ale Americii (Billboard 200)                 | 1              | [ 152 ]   |
| Statele Unite ale Americii (Top Jazz Albums)               | 1              | [ 153 ]   |
| Taiwan (G-Music Jazz Albums)                               | 1              | [ 154 ]   |
| Ungaria (MAHASZ)                                           | 35             | [ 155 ]   |

| Țară (clasament)                             | Poziția maximă | Referință |
| 2014                                         | 2014           | 2014      |
| -------------------------------------------- | -------------- | --------- |
| Argentina (CAPIF)                            | 15             | [ 156 ]   |
| Australia (ARIA)                             | 62             | [ 157 ]   |
| Australia (ARIA Jazz Albums)                 | 1              | [ 158 ]   |
| Belgia (Ultratop Flanda)                     | 102            | [ 159 ]   |
| Belgia (Ultratop Valonia)                    | 112            | [ 160 ]   |
| Canada (Canadian Albums)                     | 41             | [ 161 ]   |
| Mexic (Top 100 Mexico)                       | 52             | >         |
| Statele Unite ale Americii (Billboard 200)   | 50             | [ 162 ]   |
| Statele Unite ale Americii (Top Jazz Albums) | 1              | [ 163 ]   |
| 2015                                         |                |           |
| Australia (ARIA Jazz Albums)                 | 4              | [ 164 ]   |
| Belgia (Ultratop Flanda)                     | 196            | [ 165 ]   |
| Canada (Canadian Albums)                     | 50             | [ 166 ]   |
| Statele Unite ale Americii (Billboard 200)   | 125            | [ 167 ]   |
| Statele Unite ale Americii (Top Album Sales) | 58             | [ 168 ]   |
| Statele Unite ale Americii (Top Jazz Albums) | 1              | [ 169 ]   |
| 2016                                         |                |           |
| Australia (ARIA Jazz Albums)                 | 8              | [ 170 ]   |
| Statele Unite ale Americii (Top Jazz Albums) | 3              | [ 171 ]   |
| 2017                                         |                |           |
| Australia (ARIA Jazz Albums)                 | 15             | [ 172 ]   |
| 2018                                         |                |           |
| Australia (ARIA Jazz Albums)                 | 34             | [ 173 ]   |

## Vânzări și certificări
| \| Țară \| Vânzări/ puncte \| Certificare \| Referințe \| \| --------------------------------- \| --------------- \| ----------- \| --------- \| \| Australia (ARIA) \| +35.000 \| \| [115] \| \| Brazilia (Pro-Música Brasil) \| +40.000 \| \| [174] \| \| Canada (Music Canada) \| +80.000 \| \| [104] \| \| Franța (SNEP) \| +40.000 \| — \| [120] \| \| Regatul Unit (BPI) \| +60.000 \| \| [109] \| \| Statele Unite ale Americii (RIAA) \| +773.000 \| \| [98][97] \| | Note - reprezintă „disc de argint” - reprezintă „disc de aur” - reprezintă „disc de platină” |             |               |
| Țară | Vânzări/ puncte                                                                              | Certificare | Referințe     |
| Australia (ARIA) | +35.000                                                                                      |             | [ 115 ]       |
| Brazilia (Pro-Música Brasil) | +40.000                                                                                      |             | [ 174 ]       |
| Canada (Music Canada) | +80.000                                                                                      |             | [ 104 ]       |
| Franța (SNEP) | +40.000                                                                                      | —           | [ 120 ]       |
| Regatul Unit (BPI) | +60.000                                                                                      |             | [ 109 ]       |
| Statele Unite ale Americii (RIAA) | +773.000                                                                                     |             | [ 98 ] [ 97 ] |

## Datele lansărilor
| Regiune                    | Dată               | Versiune          | Format                   | Casă de discuri                    | Ref.                    |
| -------------------------- | ------------------ | ----------------- | ------------------------ | ---------------------------------- | ----------------------- |
| Australia                  | 19 septembrie 2014 | Standard · Deluxe | Descărcare digiatlă · CD | Interscope Universal               | [ 175 ] [ 176 ] [ 177 ] |
| Germania                   | 19 septembrie 2014 | Standard · Deluxe | Descărcare digiatlă · CD | Interscope Universal               | [ 28 ] [ 178 ]          |
| Franța                     | 22 septembrie 2014 | Standard · Deluxe | Descărcare digiatlă · CD | Polydor                            | [ 179 ]                 |
| Regatul Unit               | 22 septembrie 2014 | Standard · Deluxe | Descărcare digiatlă · CD | Polydor                            | [ 180 ]                 |
| Canada                     | 23 septembrie      | Standard · Deluxe | Descărcare digiatlă · CD | Streamline · Interscope · Columbia | [ 181 ] [ 182 ]         |
| Mexic                      | 23 septembrie      | Standard · Deluxe | Descărcare digiatlă · CD | Streamline · Interscope · Columbia | [ 183 ] [ 184 ]         |
| Statele Unite ale Americii | 23 septembrie      | Standard · Deluxe | Descărcare digiatlă · CD | Streamline · Interscope · Columbia | [ 185 ] [ 186 ] [ 187 ] |
| Japonia                    | 24 septembrie 2014 | Standard          | SMH-CD                   | Universal                          | [ 188 ]                 |
| Statele Unite ale Americii | 14 octombrie       | Standard          | Vinil                    | Interscope                         | [ 189 ]                 |
| Franța                     | 10 noiembrie 2014  | Standard          | Vinil                    | Polydor                            | [ 190 ]                 |
| Statele Unite ale Americii | 31 decembrie 2014  | Deluxe            | Box set                  | Interscope                         | [ 191 ]                 |
| Franța                     | 9 martie 2015      | Standard          | Slipcase ediție limitată | Interscope                         | [ 192 ]                 |